# Alatahermanites hastatus
Alatahermanites hastatus is een mosselkreeftjessoort uit de familie van de Trachyleberididae. De wetenschappelijke naam van de soort is voor het eerst geldig gepubliceerd in 1980 door Whatley & Titterton.